# 유미사키 교헤이
유미사키 교헤이(일본어: , 1992년 10월 30일 ~ )는 일본의 축구 선수이다.

## 구단 경력
그는 2015년부터 2018년까지 J리그의 기라반츠 기타큐슈, 카탈레 도야마에서 활동하였다.